# Gakuto Kondō
Gakuto Kondō (jap. 近藤岳登 Kondō Gakuto; ur. 10 lutego 1981) – japoński piłkarz występujący na pozycji obrońcy.

## Kariera klubowa
Od 2001 roku występował w klubach Tokai Rika, Vissel Kobe, Mito HollyHock i FC Osaka.